# Friedrich Friedleben
Georg Julius Friedrich Friedleben, auch Fritz Friedleben (* 30. Juni 1835 in Frankfurt am Main; † 14. November 1920 ebenda) war ein deutscher Jurist, Vorsitzender der Frankfurter Stadtverordnetenversammlung und Mitglied des Provinziallandtages der Provinz Hessen-Nassau.

## Leben

### Herkunft und Familie
Friedrich Friedleben entstammte einem Zweig der jüdischen Familie Wimpfen, die nach 1800 zum Christentum konvertiert war und den Namen Friedleben angenommen hatte. Er war der Sohn der Eheleute Julius Friedleben (1820–1896) und Susette geb. Wolf.
Am 28. Juni 1881 heiratete er in Frankfurt Charlotte Andrae-Heß (1858–1920), Tochter des Kolonialwarenhändlers Hermann Julius Andrae (1820–1896) und der Auguste Heß (1821–1896).

### Werdegang und Wirken
Nach einem Studium der Rechtswissenschaften an der Ruprecht-Karls-Universität Heidelberg, wo er zum Dr. jur.  promovierte, kam er in die väterliche Kanzlei.
Er betätigte sich politisch und wurde Mitglied der Fortschrittlichen Volkspartei, die 1918 in die Deutsche Demokratische Partei aufging.
1883 erhielt er ein Mandat als Stadtverordneter in Frankfurt. In den Jahren von 1893 bis 1904 war er Schriftführer der Stadtverordnetenversammlung und von 1905 bis 1919 deren Vorsitzender.
Von 1899 bis 1918 war er Mitglied des Nassauischen Kommunallandtags bzw. des Provinziallandtages der Provinz Hessen-Nassau. Bis 1904 war er für den aus gesundheitlichen Gründen zurückgetretenen Abgeordneten Johann Valentin Drill in den Parlamenten und dort Mitglied des Beamten- und Eingabeausschusses.
Friedleben gehörte zu den Gründern des Frankfurter Regattavereins und war bei der Regatta am 18. Juni 1882 Mitglied des Wettfahrt-Komitees.

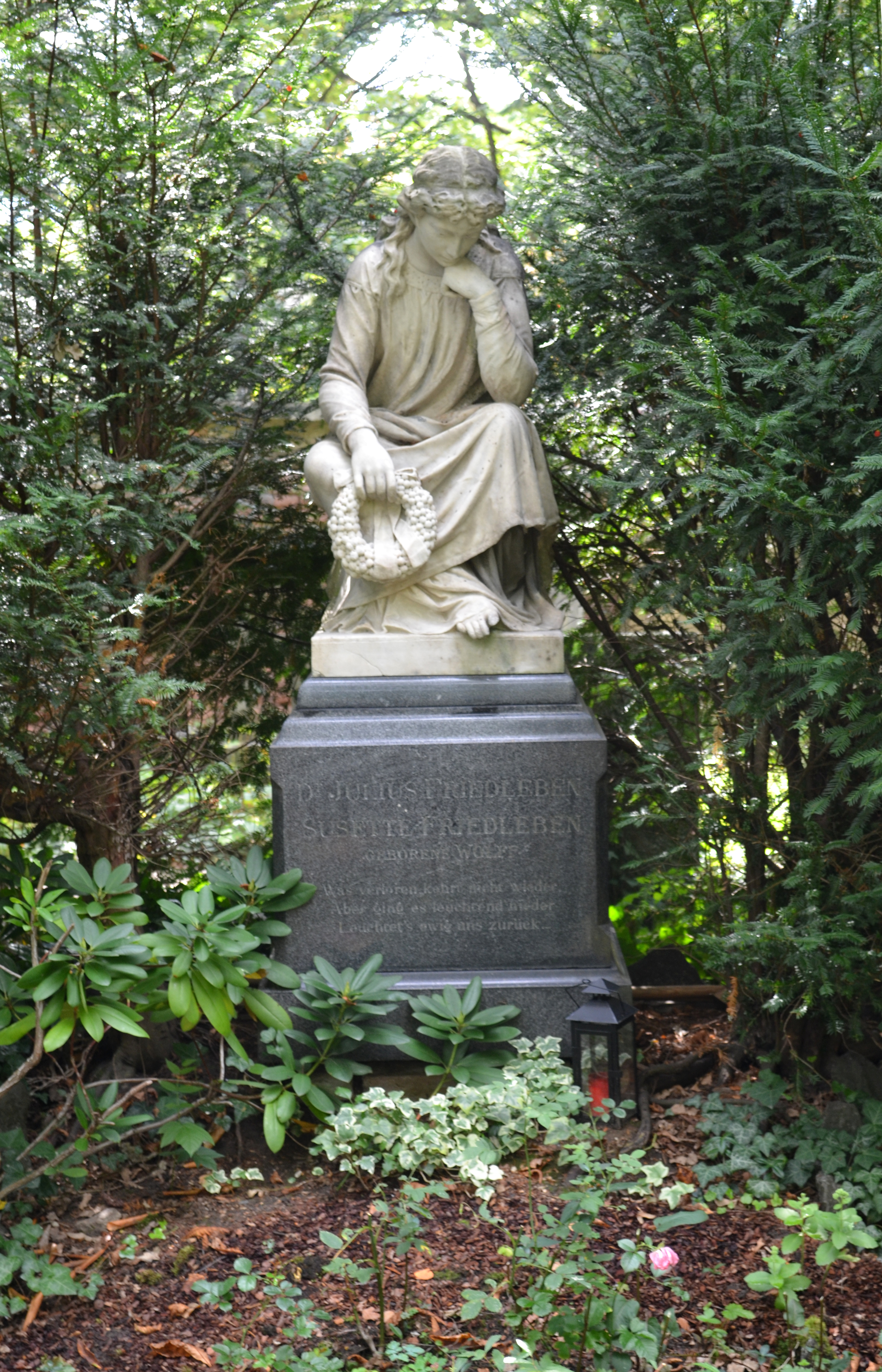
Familiengrab Friedleben auf dem Frankfurter Hauptfriedhof

Bei der Internationalen Luftschiffahrt-Ausstellung in Frankfurt war er Ehrenmitglied des Großen Ausschusses.
Er war Aufsichtsratsmitglied in der Pfälzischen Pressehefen- und Spritfabrik Ludwigshafen.

## Öffentliche Ämter
- 1878 Mitglied im Sekretariat des Vorstands der Juristischen Gesellschaft Frankfurt.[4]
- Mitglied im Großen Rat der Akademie für Sozial- und Handelswissenschaften
- Vorsitzender der Frankfurter Anwaltskammer
- Verwaltungsratsmitglied in der Palmengarten AG Frankfurt
- Mitglied des Aufsichtsrats des Neuen Theaters in Frankfurt. Hierfür erhielt er keine Aufwandsentschädigung.[5]

## Ehrungen
- Geheimer Justizrat